# 보광사 (경기도)
보광사(普光寺)는 조선 숙종 37년(1711년)에 북한산성 축성 이후 산성의 수비를 위해 창건된 사찰 13개 중 하나로, 대성문 아래에 71칸 규모로 승려 설휘(雪輝)가 창건했다고 한다. 현재는 절은 전하지 않으며 빈터만 남아 있다.